# Jörg Farr
Jörg Farr (* 30. August 1962 in Kathrinhagen) ist ein deutscher Politiker (SPD). Er ist seit dem 1. März 2011 Landrat des Landkreises Schaumburg.

## Biographie
Farr absolvierte eine Ausbildung zum Verwaltungsangestellten bei der Stadt Obernkirchen und studierte im Anschluss Verwaltung und Rechtspflege. Er besuchte außerdem einen betriebswirtschaftlichen Aufbaustudiengang am Studieninstitut in Braunschweig.
Seit 1982 ist er beim Landkreis Schaumburg und übernahm dort 1991 eine Stelle als Amtsleiter. Ab 2005 war er Kämmerer des Landkreises.
2010 trat Farr als parteiloser, aber von der SPD unterstützter Kandidat für das Amt des Landrates an. Er wurde am 31. Oktober 2010 mit 60,4 % der gültigen Stimmen gewählt. Im Dezember 2011 trat er schließlich in die SPD ein. Am 9. September 2018 wurde Farr als einziger Kandidat mit 84,6 % der Stimmen erneut als Landrat gewählt.